# Andrena eburneoclypeata
Andrena eburneoclypeata là một loài Hymenoptera trong họ Andrenidae. Loài này được Lebedev mô tả khoa học năm 1929.